# Bubendorf (Gemeinde Mooskirchen)
Bubendorf ist eine Ortschaft und Rotte in der Weststeiermark in der Marktgemeinde Mooskirchen im Bezirk Voitsberg, Steiermark.

## Ortsname und Geografie
Der Name leitet sich von einem Dorf ab, welches entweder nach der Standesbezeichnung seiner Bewohner vom mittelhochdeutschen poube für Knecht, Unverheirateter oder nach einem Mann namens Poupo oder Buobo benannt wurde.
Bubendorf liegt im Nordwesten der Marktgemeinde Mooskirchen, westlich des Hauptortes Mooskirchen, im nordwestlichen Teil der Katastralgemeinde Stögersdorf, am südlichen Ufer der Kainach, zwischen der Lassnitz im Westen und dem Knopperbach im Osten. Durch den Ort führt eine Verbindungsstraße zwischen Mooskirchen und Krottendorf-Gaisfeld sowie die früher wichtige Verbindungsstraße nach Sankt Johann-Köppling.

## Geschichte
Bubendorf entstand im 10. oder 11. Jahrhundert als bairische Siedlung und bestand aus Bauernhöfen mit anschließenden Breitstreifenfluren. Die erste urkundliche Erwähnung des Ortes erfolgte 1268/69 als Puebendorf in der Rationarium Styriae. Weitere Erwähnungen folgten 1311 als Puebendorf und 1392 als Puebendorff sowie schließlich 1529/30 im Stockurbar als Bubendorff. Bis 1392 gehörten die Einwohner zur Grundherrschaft der Abtei Seckau und für die Jahre 1311 und 1312 ist ein Suppan namens Wulfinch belegt. Im Jahr 1392 tauschte Hans Gradner mit der Abtei Seckau mindestens fünf Huben bei Bubendorf ein. Die 1570 genannte Gößlermühle bestand bereits seit dem Mittelalter.
Die Einwohner von Bubendorf gehörten bis 1848 zu verschiedenen Grundherrschaften, so etwa zum Ungeramt der Herrschaft Groß-Söding, bis 1747 dem Peter-Tietrich-Amt und danach dem Hofamt der Herrschaft Ligist, Stainz, Oberthal sowie Winterhof. Die Bergrechte bei Bubendorf sowie die dortigen Zehentrechte gehörten zum Amt Neudorf der Herrschaft Lankowitz. Weitere Zehentrechte lagen bei der Herrschaft Deutschlandsberg sowie in geringeren Ausmaß auch bei den Herrschaften Greißenegg und Winterhof. Für die Zeit um 1755 ist bekannt, dass die Herrschaft Eggenberg ein Biberlehen in Bubendorf hatte, welches im 15. und 16. Jahrhundert zur Herrschaft Gösting gehörte. Im Jahr 1496 gehörte das Marchfutter in Bubendorf an die Herrschaft Lankowitz geliefert, ehe es später an das Marchfutteramt in Graz abgeliefert wurde.
Am 29. September 1801 brannte die Gößlermühle ab, wurde aber wieder errichtet. Im Zuge des Krimkrieges wurden im Jahr 1855 Teile des 8. Kavallerie-Bataillons Erzherzog Wilhelm sowie des 6. Feld-Artillerie-Regiments unter der Leitung von Mathias Orlich und Leutnant Soboll in Bubendorf untergebracht. Nachdem es Beschwerden gab, dass die Sittlichkeit des Ortes darunter litt, zogen die Truppen im Juli 1855 wieder ab. Vom 4. bis 6. Mai 1865 gab es ein Hochwasser, wobei die Kainach ihr Flussbett änderte und die Gößlermühle so schwer beschädigt wurde, das sie unbrauchbar wurde. Im Februar 1921 wurde Bubendorf elektrifiziert und wurde vom E-Werk Mooskirchen der alpenländischen Elektrizitätsgesellschaft mit Strom versorgt. Im Jahr 1937 wurde Bubendorf an das Stromnetz der STEWEAG angeschlossen.

## Wirtschaft und Infrastruktur
Bubendorf ist landwirtschaftlich geprägt, wobei vor allem der Ackerbau eine wichtige Rolle spielt. Bis in das 19. Jahrhundert hinein gab es eine Mühle im Ort.

## Sehenswürdigkeiten und Bauwerke
In Bubendorf befindet sich das Lazaruskreuz, ein Wegkreuz, welches heute zu Ostern als Station zur Fleischweihe dient.